# Зарічний (Малиновське сільське поселення)
Зарі́чний (рос. Заречный) — селище у складі Томського району Томської області, Росія. Входить до складу Малиновського сільського поселення.

## Населення
Населення — 540 осіб (2010; 561 у 2002).
Національний склад (станом на 2002 рік):
- росіяни — 90 %